# 德意志银行大厦
德意志银行大楼（Deutsche Bank Building）是位于美国纽约市曼哈顿自由街130号的一栋30層高摩天大楼，临近世界贸易中心。与1974年以银行家信托广场之名对外开放，1998年德意志银行收购银行家信托后得到该大楼的所有权。在九一一恐怖袭击中被南楼坍塌时落下的碎片严重损毁。世界贸易中心五号楼将取代该楼，扩展了世界贸易中心的占地范围。

## 九一一恐怖袭击之後

### 計劃
世界贸易中心南塔倒塌時的殘骸把大樓的一面扯出一條高24層的裂縫，由於受到的損毀及污染的程度太高，德意志银行決定把大樓拆卸。